# 春日亭清吉
春日亭 清吉（かすがてい せいきち、1878年（明治11年）12月 - 1942年（昭和17年）9月14日）は浪曲師。本名は田中純吉。

## 生涯
京都府出身。生家は呉服商で、子供の頃に春日亭長右衛門の養子となり浪花節を仕込まれた。旅回りの生活を送った後に上京。1908年（明治41年）、東亜新報の人気投票で1位となり、明治座に出演した。明治末、吉田奈良丸上京時の日本一事件後、大阪に行き道頓堀角座へ出演の際、日本一春日亭清吉の緞帳を吊ったという逸話がある。得意は「佐倉義民伝」「野狐三次」など。不思議な位、この人のレコードは残っていないという。門下に春日清鶴がいる。親孝行でも知られ、師の長右衛門が老いると、自らがどんなに忙しくても世話をしたという。それを見ていた弟子の清鶴はやはり同じように老いた清吉の世話をした。

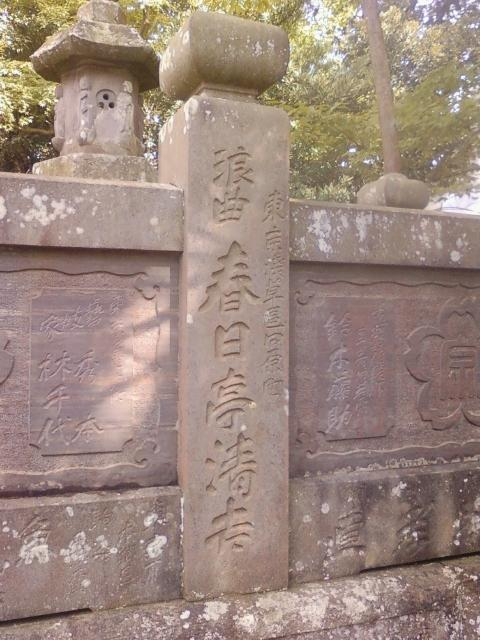
浪曲師、春日亭清吉の寄進した玉垣。宗吾霊堂にある。